# Яков (Тымчук)
Владыка Яков Тымчук (укр. Яків Тимчук) — украинский религиозный деятель, монах ЧСВВ, епископ помощник Станиславский с 26 ноября 1977 по 20 декабря 1988

## Биография
Родился 24 августа 1919 года. отец Григорий мать Мария. В крещении получил имя Ярослав. 16 августа 1934 года вступил в орден василиан.
13 сентября 1942 года сложил вечные обеты, 27 декабря 1942 года получил иерейскую хиротонию с рук епископа Григория Лякоты. В 1947 году арестован НКВД, отпустили отца Якова только потому что работник госслужбы узнал в нём священника что крестил его ребёнка.
26 ноября 1977 года или 26 ноября 1980 рукоположён в епископы-помощники владыкой Софроном (Дмитерком). Умер 20 декабря 1988 года в Чорткове.

## Семья
У Якова был два брата один из них Евгений Иероним Тымчук подпольный ректор Львовской катакомбной семинарии, также было четверо сестер.

## Память
29 августа 2019 году в селе Погоня открыт памятник возле монастыря.